# Kornel Molnár
Kornel Molnár (ur. w 1933) – węgierski pięściarz. Reprezentant kraju podczas igrzysk olimpijskich w 1952 w Helsinkach. Na igrzyskach wziął udział w turnieju w wadze muszej. W pierwszej rundzie przegrał 3:0 z reprezentantem Związku Południowej Afryki Willie Toweelem.